# Hirschberger Tal

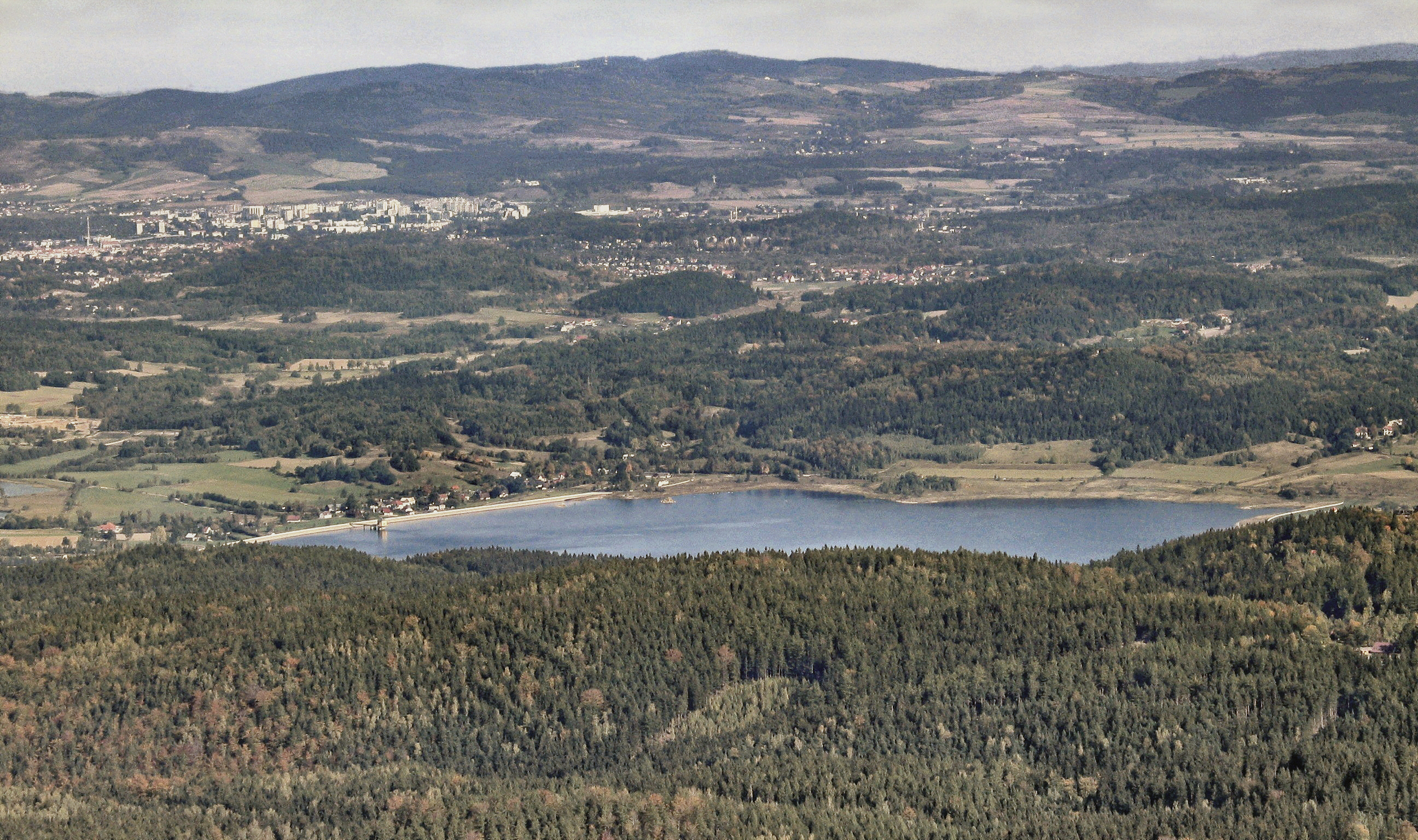
Blick in das Hirschberger Tal
… mit dem dahinter liegendem Bober-Katzbach-Gebirge

Das Hirschberger Tal (polnisch Kotlina Jeleniogórska; auch Hirschberger Kessel) in Polen ist ein großer Talkessel auf der schlesischen Nordseite der Westsudeten und neben dem Glatzer Kessel die größte intramontane Beckenlandschaft der Sudeten. Es liegt auf einer Höhe von 250 bis 400 m ü. NN und bedeckt eine Fläche von 273 km². Im 19. Jahrhundert zog die liebliche Landschaft den preußischen Hochadel an, der sich prächtige Schlösser, Herrensitze und Parks errichten ließ.

## Geografie

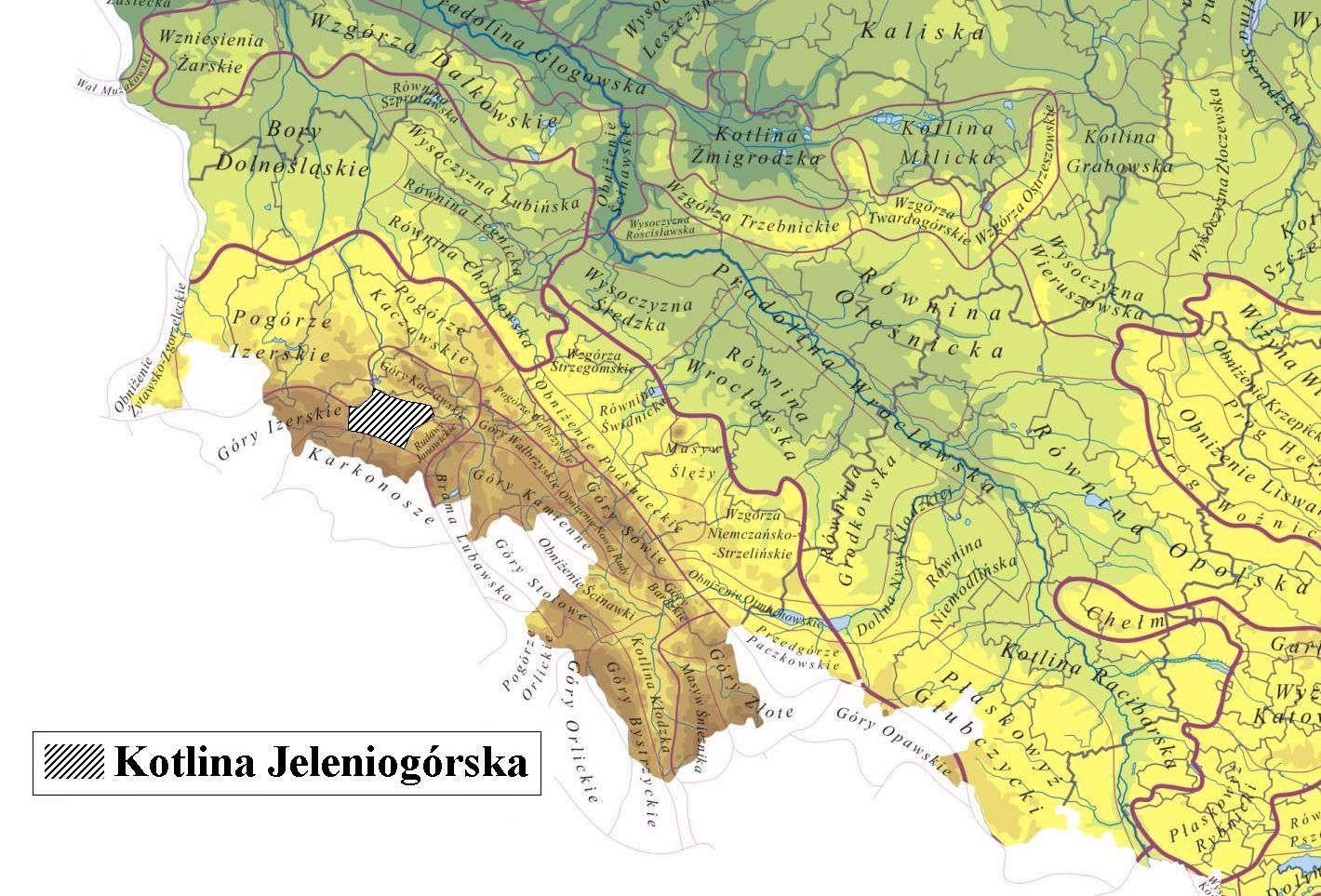
Das Hirschberger Tal innerhalb der geomorphologischen Einteilung Polens

Auf allen Seiten wird das Hirschberger Tal von Teilgebirgen der Sudeten eingerahmt. Es liegt zu Füßen des Riesengebirges, das zugleich seine südliche Begrenzung darstellt. Im Osten grenzt das Tal an den Landeshuter Kamm, im Westen an das Isergebirge sowie an die Vorberge des Isergebirges und im Norden an das Bober-Katzbach-Gebirge. Der Bober durchfließt das Tal entlang seiner Nordseite, seine Zuflüsse Lomnitz und Zacken fließen, von Südosten und Südwesten kommend, jeweils entlang der Ostseite und der Westseite des Tals und münden bei Jelenia Góra (Hirschberg i. Riesengeb.) in den Bober. Jelenia Góra ist der namengebende Hauptort des Hirschberger Tals und gilt zugleich als „Hauptstadt“ des Riesengebirges.
Die Binnengliederung des Tals erfolgt durch Hügelketten, die durch kleinere Talsenken voneinander getrennt sind. Von Ost nach West unterscheidet man die zu Füßen des Landeshuter Kamms liegenden Hügelketten Wzgórza Karpnickie bei Karpniki (Fischbach), die von der Lomnitz durchflossene Talsenke Obniżenie Mysłakowickie bei Mysłakowice (Zillerthal-Erdmannsdorf), die an das Riesengebirge angrenzende Hügelkette Wzgórza Łomnickie südöstlich von Cieplice Śląskie Zdrój (Bad Warmbrunn, Callidus fons), die vom Zacken durchflossene weite Talsenke Obniżenie Sobieszowa bei Sobieszów (Hermsdorf), die zu Füßen des Isergebirges und seiner Vorberge liegende Hügelkette Wysoczyzna Rybnicy nordwestlich von Piechowice (Petersdorf) und die von einem in den Bober mündenden Bach durchflossene Talsenke Obniżenie Starej Kamienicy bei Stara Kamienica (Alt Kemnitz). Jelenia Góra liegt in der Talsenke Obniżenie Jeleniej Góry am Bober, nördlich davon beginnt das Bober-Katzbach-Gebirge.

## Geschichte

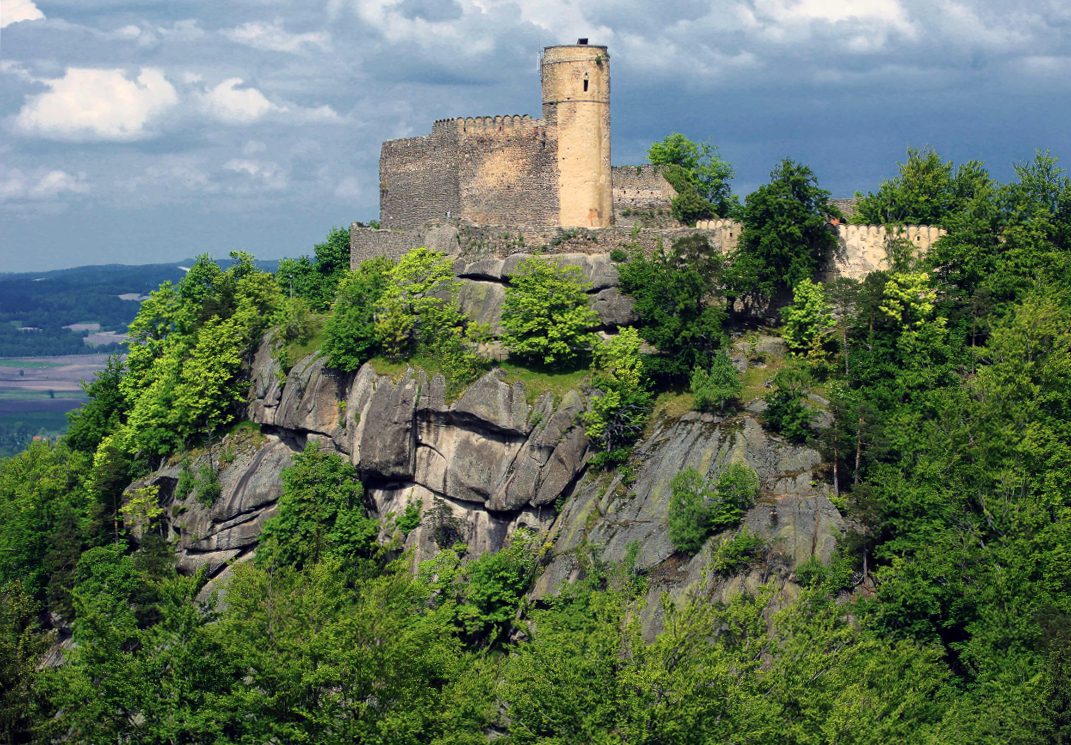
Burg Kynast

Historisch stand das Hirschberger Tal, wie ganz Schlesien, im frühen Mittelalter abwechselnd unter böhmischer und polnischer Herrschaft. Der polnische Herzog Bolesław III. Schiefmund teilte sein Reich unter seine Söhne auf, Schlesien fiel an Władysław II. Dessen Sohn Bolesław „der Lange“ holte die ersten deutschen Siedler ins Land. Zu Beginn des 14. Jahrhunderts sind bereits 34 Dörfer im Hirschberger Tal erwähnt. Als Lokatoren kamen Ritter ins Land, die Grundherrschaften begründeten, darunter die Stange, Reibnitz und Zedlitz sowie die Schaffgotsch auf Burg Kynast, die bald schon die führende Rolle im Tal einnahmen.
Nachdem Heinrich II. 1241 in der Schlacht bei Liegnitz gegen die Mongolen gefallen war, wurde Schlesien in kleinere Herzogtümer aufgeteilt, von denen sein Sohn Boleslaw II. Liegnitz erhielt, das 1278 unter dessen Söhnen erneut geteilt wurde, wodurch das Hirschberger Tal an das Herzogtum Schweidnitz-Jauer kam. Mit diesem fiel es 1368 an die Krone Böhmen unter den Luxemburger Königen. Ferdinand I. erbte 1526 die Länder der böhmischen Krone für das Haus Habsburg. Die Stadt Hirschberg entwickelte sich zu einem bedeutenden Ort von Tuchproduktion und -handel, die wohlhabenden „Schleierherren“ erbauten sich Stadt- und Landsitze. Im Dreißigjährigen Krieg kam es zur Gegenreformation und Rekatholisierung aller Ortskirchen, der Westfälische Friede 1648 gewährte den Protestanten nur die Errichtung der drei Schlesischen Friedenskirchen; erst 1707 erzwangen die Schweden durch die Altranstädter Konvention wieder die Zulassung protestantischer Ortskirchen, die zumeist als Bethäuser in Fachwerkarchitektur neu entstanden, während die Gnadenkirche Hirschberg nach dem Vorbild der Stockholmer Katharinenkirche als steinerner Barockbau errichtet wurde.

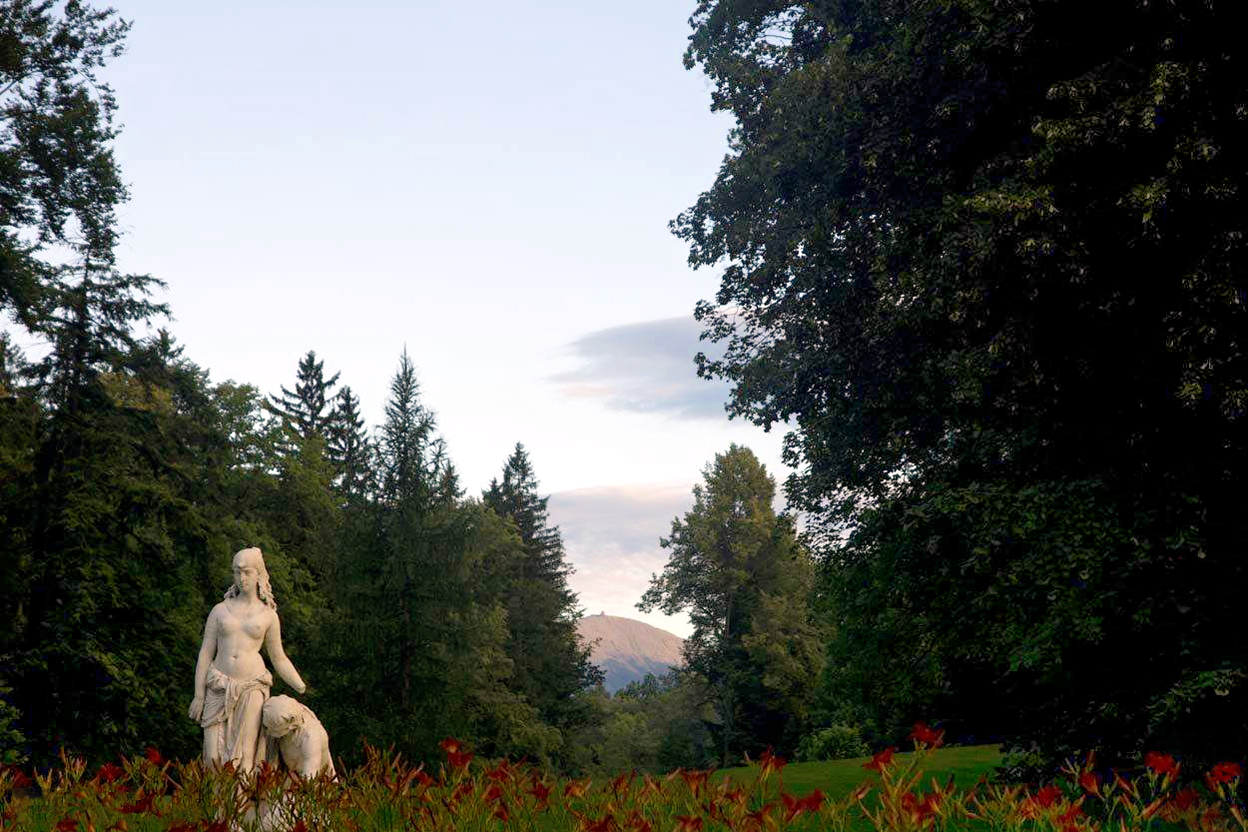
Stonsdorfer Schlosspark mit Blick auf die Schneekoppe

Nach der Eroberung weiter Teile Schlesiens durch Friedrich II. kam auch das Hirschberger Tal im Frieden von Berlin (1742) an das Königreich Preußen, ab 1816 als Teil der Provinz Schlesien. Im 19. Jahrhundert wurden das Riesengebirge und das ihm vorgelagerte Hirschberger Tal zu einem beliebten Ausflugs- und Ferienort, Bad Warmbrunn entwickelte sich zum Kurbad. Das Königshaus Hohenzollern erwarb mit Fischbach, Erdmannsdorf und Schildau selbst drei Landsitze im Hirschberger Tal, andere Fürstenhäuser folgten. Zahlreiche Englische Landschaftsgärten wurden auf den Gütern angelegt, die zum Teil ineinander überleiteten und eine Parklandschaft zu Füßen des Riesengebirges entstehen ließen, in der viele kleine Vulkanhügel als Ausblickpunkte und Orte von Staffagebauten genutzt wurden.
Nach Ende des Zweiten Weltkriegs wurde das Hirschberger Tal 1945 mit dem größten Teil Schlesiens von der sowjetischen Besatzungsmacht unter polnische Verwaltung gestellt; Hirschberg erhielt den polnischen Ortsnamen Jelenia Góra und gehört mit dem Tal seither zur Woiwodschaft Niederschlesien. Die einheimische deutsche Bevölkerung wurde, soweit sie nicht schon vorher geflohen war, in der Folgezeit nahezu vollständig von der örtlichen polnischen Verwaltungsbehörde vertrieben. Die neu angesiedelten Bewohner kamen zum Teil aus den im Rahmen der „Westverschiebung Polens“ an die Sowjetunion gefallenen Gebieten östlich der Curzon-Linie. Erst nach Gründung der Dritten Polnischen Republik 1989 wurde das Hirschberger Tal als kulturhistorische Region wiederentdeckt und ein Teil seiner zahlreichen Kulturdenkmäler und Landschaftsparks restauriert. Mit u. a. Schloss Schildau,  Schloss Stonsdorf, Schloss Lomnitz und Schloss Wernersdorf wurden einige der historischen Landsitze in komfortable Hotels umgewandelt, die beiden Letzteren durch Nachfahren der 1945 vertriebenen Eigentümer.

## Sehenswürdigkeiten

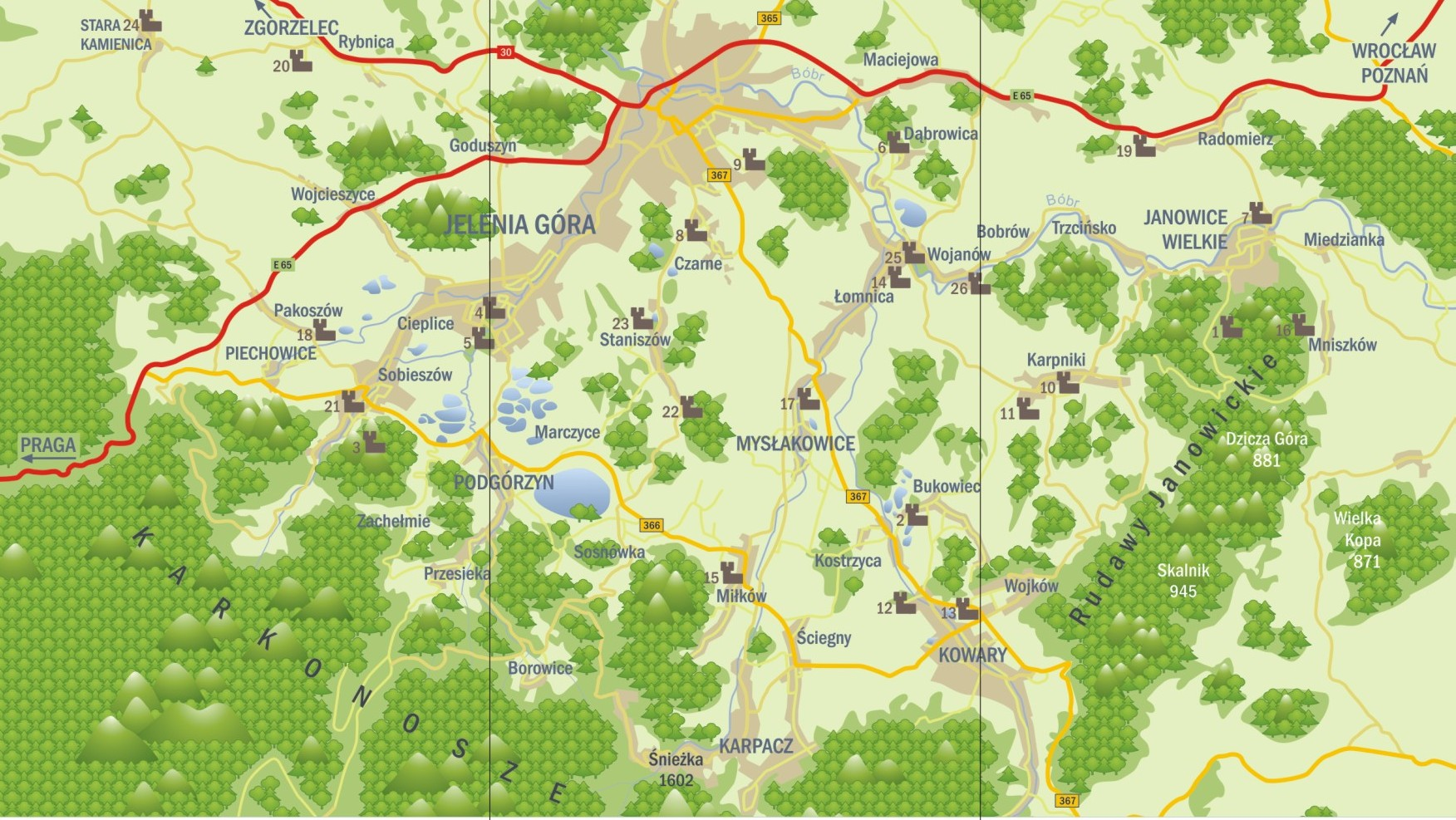
Schlösser im Hirschberger Tal

Das Hirschberger Tal ist das natürliche Vorland des Riesengebirges. Von zahlreichen Orten im Tal bieten sich unvergleichliche Aussichten auf die Berge.
Herausragendes Merkmal des Hirschberger Tales ist die große Anzahl an Landsitzen und Schlössern, z. B. Schloss Erdmannsdorf in Zillerthal-Erdmannsdorf, Schaffgotsch-Palais Bad Warmbrunn, Schloss Fischbach, Schloss Buchwald, Schloss Ruhberg oder Schloss Stonsdorf in Stonsdorf, sowie das heute zu Hirschberg gehörende Kurbad Bad Warmbrunn, mit Kurpark und Kuranlagen. Auf einem Vorberg des Riesengebirges thronend überschaut die im Nationalpark Karkonoski Park Narodowy (KPN) („Nationalpark Riesengebirge“) gelegene Burgruine Chojnik (Kynast) das Hirschberger Tal.
Eine Besonderheit stellt die in den 1980er und 1990er Jahren angelegte malerische Seenplatte im Süden der Wzgórza Łomnickie, zu Füßen der Berge, dar. Sie besteht aus einer Reihe von Stauseen, von denen der Zbiornik Sosnówka bzw. Jezioro Sosnówka („Sosnówka-See“) unterhalb von Sosnówka (Seidorf) und Podgórzyn (Giersdorf) mit einer Staumauer von 1,5 Kilometern Länge und 20 Metern Höhe sowie einer Fläche von 170 Hektar der größte ist.
In Kowary befindet sich der Miniaturpark der Baudenkmäler Niederschlesiens, der zahlreiche Baudenkmäler aus dem Hirschberger Tal in maßstabsgetreuer Nachbildung besitzt.